# Olaf Schubert
Pour les articles homonymes, voir Schubert (homonymie).
Olaf Schubert, né le 7 novembre 1967 à Plauen en Allemagne, nom de scène et nom d’un personnage fictif qu’il s’est inventé, alter ego de l'humoriste allemand de Dresde Michael Haubold, artiste de cabaret, animateur de radio et de télévision, acteur, musicien et producteur de jeux radiophoniques. Olaf Schubert se produit régulièrement comme batteur avec la formation "Olaf Schubert und seine Freunde" avec Herr Stephan (basse, trompette, chant) et Jochen Barkas (guitare, chant). Michael Haubold joue également de la batterie dans le groupe Dekadance (de) sous le pseudonyme Gabi Schubert (la sœur fictive d'Olaf Schubert) et jusqu'en 2013 sous le pseudonyme Michael Rock dans le groupe Die Rockys (de).

## Biographie

### Études
Michael Haubold suit tout d’abord un apprentissage qu’il termine en tant que commis de commerce. Puis il étudie l'architecture et la musique, mais abandonne en cours de formation. Il passe une partie de ses études à Minsk dans la capitale biélorusse.

### Carrière
Olaf Schubert apparaît dans le monde du spectacle de cabaret et devient un invité régulier du Heute-show. Se présentant comme un je-sais-tout sûr de lui, il est surtout connu pour ses acrobaties verbales. Ses marques de fabrique sont le débardeur tricoté à losanges sans manches et la tête chauve peignée. Il décrit lui-même son personnage de scène comme « bienfaiteur et humoriste », « miracle dans un débardeur », « poète indépendant de la consternation » ou encore « le deuxième gardien de la vérité le plus important après le Pape ». Selon ses propres déclarations concernant son personnage de scène, « il n'est pas l'un des dix hommes les plus érotiques d'Allemagne, mais il pourrait bien vivre avec la 11e place ». Dans ses apparitions sur scène, il s’accompagne de contributions musicales dans lesquelles il chante et joue de la guitare ou de la batterie. Son personnage de scène reçoit le soutien musical de Herrn Stephan (contrebasse) et Jochen Barkas (guitare et batterie). Les deux musiciens accompagnent Olaf Schubert dans le programme de Noël avec Klaus Weichelt où ils interprètent la pièce Mumpitzspasmolator meets Elektroobst (Mumpitzspasmolator rencontre Elektroobst). Le duo apparaît également dans la formation Cliff Polpott und sein Knecht Matti (Cliff Polpott et son serviteur Matti) (The Dark side of Olaf Schubert).

### Activités régionales

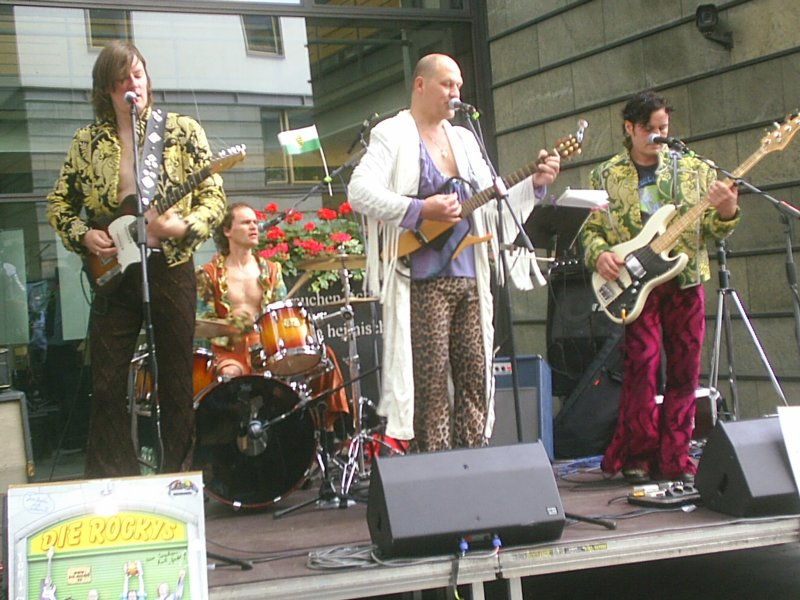
Michael Haubold, alias Michael Rock, à la batterie pour le groupe The Rockys

Olaf Schubert est connu en Saxe depuis les années 1990, où il a fait des apparitions régulières en tant que comédien et musicien, par exemple au Elbhangfest (de) (Festival sur les pentes de l’Elbe) de Dresde, dans le groupe Dekadance (de), au Krippemspiel (Jeu des berceaux) dans le centre culturel Scheune de Dresde et en tant que batteur du groupe Die Rockys (de). Son album musical Hördialoge, publié en 1998, ironisant sur les coutumes saxonnes et sur le racisme et l'antisémitisme non résolus, est également devenu populaire localement. Lors du championnat d'Europe de football 2008, Olaf Schubert devient présentateur à Weinböhla, pour la première fois en direct devant un public. En juillet 2008, il met en scène la pièce Eimer für alle ! Die Musketiere ! (Des seaux pour tout le monde ! Les mousquetaires !) avec le groupe the Rockys. Le 7 septembre 2008, il donne pour la première fois sa pièce Meine Kämpfe (Mes luttes). Le mois suivant, il présente pour la première fois le Dresdner Stadtrundshow (Tour de Dresde show). En novembre 2008, il se produit avec Olaf Böhme lors d'une mini-tournée avec leur « rencontre au sommet » Olaf rencontre Olaf.

### Activités nationales
Au début des années 2000, Olaf Schubert attire l'attention en Allemagne au-delà des frontières de la Saxe grâce à ses apparitions au Quatsch Comedy Club (de). Après l’installation de Comedy Central en Allemagne, il est présent dans l'émission um Antwort wird gebeten (de). Il apparaît également dans l'émission humoristique NightWash (de), qui était auparavant diffusée par Westdeutscher Rundfunk Köln (Radio-télédiffusion de l'Allemagne de l'Ouest Cologne). Il est régulièrement invité sur la chaîne de télévision publique ZDF dans l’émission Heute-show. Sur la station de radio SWR3, il donne régulièrement sa chronique Mahner und Reminder (Avertissements et rappels). En 2010, quatre émissions d'une demi-heure du programme Olaf TV - Von Schubert zu Mensch (Olaf TV - De Schubert à l’homme) sont diffusés sur la chaîne de télévision publique 3sat. Une deuxième saison de l'émission est diffusée en quatre épisodes entre octobre 2011 et mars 2012. En août 2012, le nouveau programme SO est créé pour la première fois au cabaret Breschke & Schuch (de). Le 2 octobre 2012, Michael Haubold anime la cérémonie de la 14e édition du prix de la télévision allemande (de) dans le rôle de son personnage fictif avec Oliver Welke. En 2011 et 2012, Olaf Schubert travaille en immersion totale comme co-présentateur de télévision. Depuis janvier 2014, il anime l'émission Olaf rend le monde meilleur !, dont les quatre premiers numéros sont diffusés par MDR TV. À partir de février 2015, la chaîne de télévision Das Erste reprend la première émission, notamment en raison de son grand succès auprès du jeune public. Depuis 2017, MDR produit pour ARD Olaf rend courageux. Dans le spectacle, Olaf Schubert et le cabateriste Julius Fischer (de) abordent des sujets tels que « le sens de la vie », « l'âge » et « l'argent ».
En 2014, Haubold est président du jury du Deutscher Comedypreis (Prix de la comédie allemande) sous l’identité d'Olaf Schubert. En 2015, celui-ci est aussi le patron et l'hôte de l'Humorzone Dresden annuelle depuis 2015.
En 2016, il écrit le scénario du film Schubert in love', où il tient son propre rôle de personnage fantasque égocentrique, aux côtés de Marie Leuenberger dans le rôle de Pamela, la femme qui mettra au monde le sauveur de la lignée des Schubert en voie d’extinction.
Depuis le 3 juillet 2019, Olaf Schubert présente divers comédiens dans son émission Olafs Klub, diffusée par MDR.
En novembre 2020, il apparaît dans l'émission de fin de soirée Täglich frisch geröstet (de) (Fraîchement rôti quotidiennement) sur Raab TV.

### Vie privée
Michael Haubold vit à Neustadt (de) dans la banlieue de Dresde. Il est père depuis septembre 2012.

## Programmes et rôles

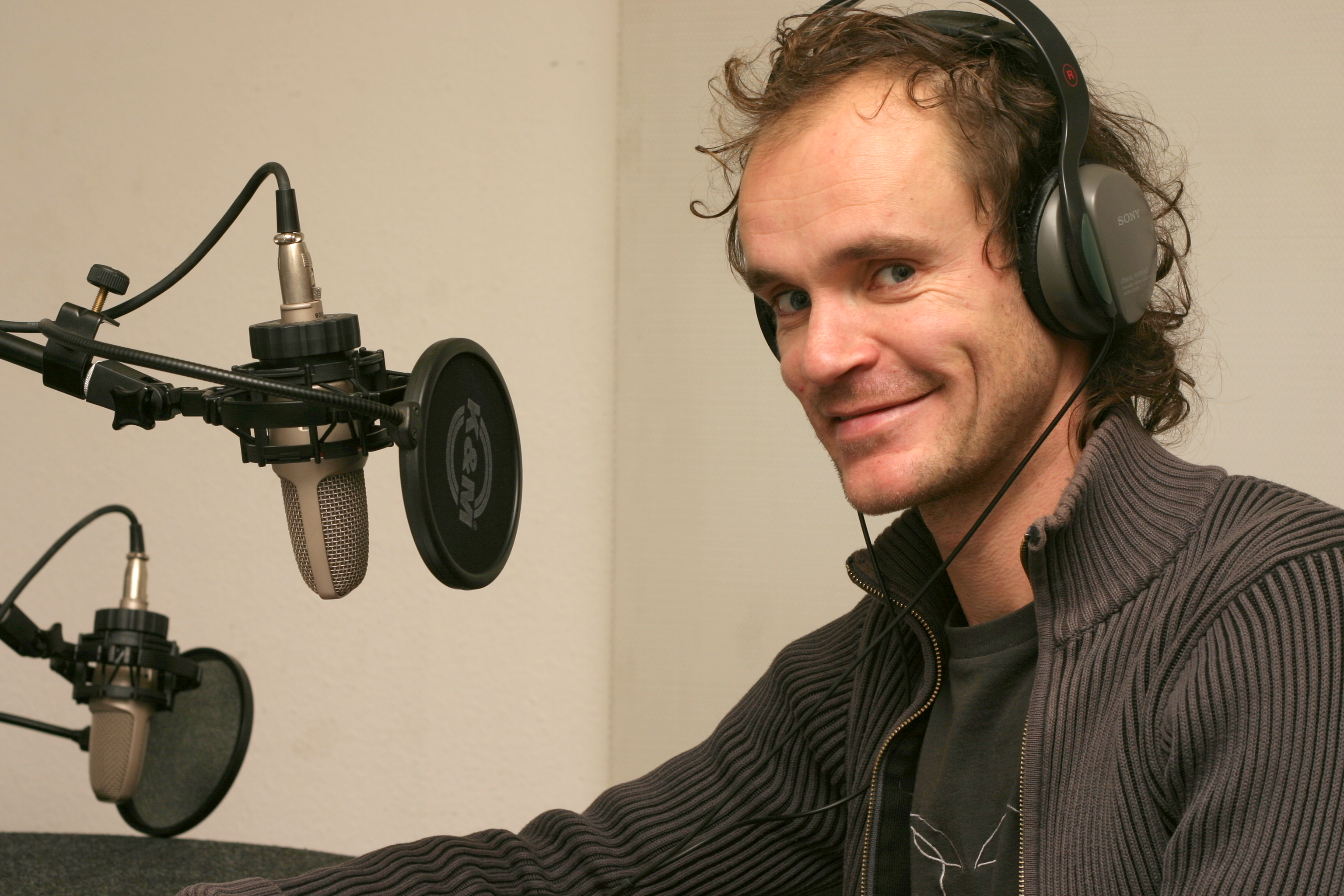
Olaf Schubert dans les studios de la coloRadio de Dresde en 2005

| Année                           | Titre                                | Traduction                                          |
| ------------------------------- | ------------------------------------ | --------------------------------------------------- |
| 1995                            | Hier bin ich !                       | Je suis ici !                                       |
| 1996                            | Gefühl gewinnt !                     | Le sentiment gagne !                                |
| 1996 (réactualisé chaque année) | Krippenspiel                         | Jeu des berceaux                                    |
| 1998                            | Ich bereue nichts !                  | Je ne regrette rien !                               |
| 1999                            | Bestandsaufnahme                     | Inventaire                                          |
| 2000                            | Echte Menschen                       | De vraies personnes                                 |
| 2003                            | Boykott                              | Boycot                                              |
|                                 | Mumpitzspasmolator meets Elektroobst | Mumpitzspasmolator rencontre les fruits électriques |
|                                 | Hörspiele mit Puppen                 | Théâtre de poupées radiophonique                    |
| 2007                            | Ich bin bei Euch                     | Je suis avec toi                                    |
| 2008                            | Olaf meets Olaf                      | Olaf rencontre Olaf                                 |
| 2008                            | Meine Kämpfe                         | Mes luttes                                          |
| depuis 2009                     | Experte in der Heute-show            | Expert du Heute-show                                |
| 2012                            | So !                                 | Donc !                                              |
| depuis 2014                     | Olaf verbessert die Welt !           | Olaf rend le monde meilleur !                       |
| 2015                            | Film Vice-versa (film, 2015)         | Doublage de la voix de Bill Hader                   |
| 2016                            | Sexy forever                         | Sexy pour toujours                                  |
| 2020                            | Zeit für Rebellen                    | Le temps des rebelles                               |

## Publications
- (de) Wie ich die Welt retten würde, wenn ich Zeit dafür hätte, Francfort, Fischer, 2010 (ISBN 978-3-596-18605-1) (Comment je sauverais le monde si j'avais le temps)
- (de) Wie Dirk B. lernte, den Kapitalismus zu lieben, Francfort, Fischer, 2020 (ISBN 978-3-596-70400-2) (Comment Dirk B. a appris à aimer le capitalisme, écrit avec Stephan Ludwig)

## Discographie

### Olaf Schubert
| Année      | Titre               | Traduction                                                                |
| ---------- | ------------------- | ------------------------------------------------------------------------- |
| 1991       | Bestandsaufnahme    | Inventaire (chansons sur l'état d'esprit après la chute du mur de Berlin) |
| 1995       | Hier bin ich !      | Je suis ici ! (1995)                                                      |
| 1996       | Gefühl gewinnt !    | Le sentiment gagne ! (1996)                                               |
| 1998       | Ich bereue nichts ! | Je ne regrette rien ! (1998)                                              |
| 1999       | Bestandsaufnahme    | Inventaire (1999)                                                         |
| 2000       | Echte Menschen      | De vraies personnes (2000)                                                |
| 2003       | Boykott             | Boycott                                                                   |
| 2007, 2009 | Ich bin bei dir     | Je suis avec toi                                                          |
| 2009-2012  | Meine Kämpfe        | Mes luttes                                                                |
| 2013-2014  | So !                | Donc !                                                                    |
| 2015       | Ich bin hier        | Je suis ici                                                               |

### Théâtre radiophonique
| Année | Titre                         | Traduction                       |
| ----- | ----------------------------- | -------------------------------- |
| 1998  | Die 17 besten Hördialoge      | Les 17 meilleurs dialogues audio |
| 2002  | In Verbalgewittern            | Dans les orages verbaux          |
| 2005  | Meisterwerke selbstgemacht    | Chefs-d'œuvre faits maison       |
| 2008  | Olaf Schubert packt ein       | Olaf Schubert fait ses valises   |
| 2009  | Komplette Fragmente           | Fragments complets               |
| 2010  | Wie ich die Welt retten würde | Comment je sauverais le monde    |

### Gabi Schubert
- 2001 : Ich bin wieder da (Je suis de retour), avec le groupe Die Original Elbtaler

## Filmographie
| Année | Titre                                                  | Traduction                                       |
| ----- | ------------------------------------------------------ | ------------------------------------------------ |
| 2016  | Elsterglanz und der Schlüssel für die Weibersauna (de) | La pie qui brille et la clé du sauna pour femmes |
| 2016  | Schubert in Love                                       | Schubert in Love                                 |
| 2018  | Verpiss dich, Schneewittchen                           | Va te faire foutre, Blanche-Neige                |
| 2019  | Alfons Zitterbacke – Das Chaos ist zurück (de)         | Alfons Zitterbacke - Le chaos est de retour      |

## Récompenses
| Année | Récompense                                                                                             | Traduction |
| ----- | --- | --- |
| 2004  | Salzburger Stier Preis (de)                                                                            | Prix du Taureau de Salzbourg                                                                                                   |
| 2004  | St. Ingberter Pfanne (de) Preis                                                                        | Prix de la Casserole de la ville de Saint-Ingbert                                                                              |
| 2005  | Thüringer Kleinkunstpreis (de)                                                                         | Prix du Cabaret de Thuringe |
| 2006  | Das große Kleinkunstfestival (de) in der Kategorie Berlin Preis                                        | Prix du Grand Festival de Cabaret dans la catégorie Prix Berlin                                                                |
| 2008  | Deutscher Comedypreis 2008 (de) in der Kategorie Bester Newcomer                                       | Prix de la comédie allemande dans la catégorie Meilleur nouveau venu                                                           |
| 2009  | Deutscher Comedypreis 2009 (de) Ensemblemitglied der heute-show in der Kategorie Beste Comedyshow      | Prix de la comédie allemande 2009 en tant que membre de l'ensemble du Heute-show dans la catégorie Meilleur spectacle d'humour |
| 2010  | Prix de la télévision allemande (de) als Ensemblemitglied der heute-show in der Kategorie Comedy       | Prix de la télévision allemande en tant que membre de l'ensemble du Heute-show dans la catégorie Comédie                       |
| 2010  | Deutscher Kleinkunstpreis (de) in der Sparte Kleinkunst                                                | Prix du cabaret allemand dans la catégorie Cabaret                                                                             |
| 2010  | Deutscher Comedypreis 2010 (de) als Ensemblemitglied der heute-show in der Kategorie Beste Comedyshow  | Prix de la comédie allemande 2010 en tant que membre de l'ensemble du Heute-show dans la catégorie Meilleur spectacle d'humour |
| 2011  | Deutscher Comedypreis 2011 (de) als Ensemblemitglied der hé ute-show in der Kategorie Beste Comedyshow | Prix de la comédie allemande 2011 en tant que membre de l'ensemble du Heute-show dans la catégorie Meilleur spectacle d'humour |
| 2012  | Deutscher Comedypreis 2012 (de) als Ensemblemitglied der heute-show in der Kategorie Beste Comedyshow  | Prix de la comédie allemande 2012 en tant que membre de l'ensemble du Heute-show dans la catégorie Meilleur spectacle d'humour |
| 2013  | Deutscher Comedypreis 2013 (de) in der Kategorie Bester Komiker                                        | Prix de la comédie allemande 2013 dans la catégorie Meilleur comique                                                           |
| 2014  | Prix de la télévision allemande (de) als Ensemblemitglied der heute-show in der Kategorie Comedy       | Prix de la télévision allemande en tant que membre de l'ensemble du Heute-show dans la catégorie Comédie                       |
| 2014  | Bambi als Ensemblemitglied der Heute-show in der Kategorie Comedy                                      | Bambi en tant que membre de l'ensemble du heute-show dans la catégorie Comédie                                                 |
| 2018  | Bayerischer Kabarettpreis (de) in der Kategorie Musikpreis                                             | Prix du Cabaret Bavarois dans la catégorie Prix de Musique                                                                     |